# Ерік Нордеґраф
Ерік Нордеґраф (нід. Eric Noordegraaf, 21 квітня 1960) — нідерландський ватерполіст.
Учасник Олімпійських Ігор 1980, 1984 років.